# Jacques-Louis Hénon
Jacques-Louis Hénon (Lyon, 31 mei 1802 - Montpellier, 28 maart 1872) was een Frans arts, botanicus en politicus.

## Biografie
Hénon studeerde geneeskunde in Montpellier. Bij de parlementsverkiezingen van 1852 werd hij in het departement Rhône verkozen tot volksvertegenwoordiger in het Wetgevend Lichaam. Hij was een van de weinige republikeinse verkozenen. Hij weigerde echter de eed van trouw aan de keizer en de grondwet te zweren en kon derhalve geen zitting nemen in het Wetgevend Lichaam. De overige volksvertegenwoordigers die eveneens weigerden de eed af te leggen waren Hippolyte Carnot en Eugène Cavaignac.
Bij de parlementsverkiezingen van 1857 werd hij weerom verkozen. Dit maal legde hij de eed wel af, en zetelde hij samen met Jules Favre, Ernest Picard, Alfred Darimon en Émile Ollivier als een van Les Cinq (De Vijf), de vijf republikeinse parlementsleden.
In 1868 was hij mede-oprichter van het dagblad L'Électeur libre.
Na de afkondiging van de Derde Franse Republiek was Hénon van 15 september 1870 tot zijn overlijden in 1872 burgemeester van Lyon.